# Xanthophytum glabrum
Xanthophytum glabrum är en måreväxtart som beskrevs av Axelius. Xanthophytum glabrum ingår i släktet Xanthophytum och familjen måreväxter. Inga underarter finns listade i Catalogue of Life.